# Lopinga dumetorum
Lopinga dumetorum is een vlinder uit de familie van de Nymphalidae, uit de onderfamilie van de Satyrinae. De soort is voor het eerst wetenschappelijk beschreven door Charles Oberthür in een publicatie uit 1887.
De soort komt voor in West-China.